# Mainzer Fastnacht
Die Mainzer Fastnacht („Määnzer Fassenacht“ oder „Meenzer Fassenacht“) gehört zu den traditionsreichsten und größten Veranstaltungen ihrer Art. Mainz gehört zusammen mit Köln und Düsseldorf zu den Hochburgen der rheinischen Fastnacht. Neben den Ursprüngen, die allen Karnevals-, Fastnachts- und Faschingsfesten gemein sind, pflegt die Mainzer Fastnacht dabei auch eine besondere politisch-literarische Komponente.

## Geschichte

### Die Anfänge
Der Brauch der Fastnacht geht auf den christlichen Kalender zurück, bei dem in der Nacht zum Aschermittwoch die Fastenzeit beginnt. Die ersten Überlieferungen stammen aus dem 13. und 14. Jahrhundert – es handelt sich um Verordnungen, die sich gegen übermäßige Völlerei und Ausschweifung an den Tagen vor der Fastenzeit richten. Auch das Wort „Fastnacht“ taucht zuerst im 14. Jahrhundert auf.
Über die alte Mainzer Fastnacht ist nicht viel überliefert. Eine Schrift des Mainzer Gelehrten und Humanisten Dietrich Gresemund vom Ende des 15. Jahrhunderts beschreibt die Fastnacht als ein unorganisiertes Volksfest mit Maskerade, Essen, Trinken, Tanzen an Tag und Nacht. Immer wieder kam es durch derbe Späße oder unter dem Schutz der Maske ausgetragene Händel zu Auswüchsen.
Gleichzeitig wurde am Hofe des Kurfürsten die Fastnacht durch große Hoffeste begangen, wobei es üblich war, die Rollen am Hof durch das Los neu zu verteilen. 1664 zog der Kurfürst das Los des Hofschreiners, 1668 war er Mundschenk und musste die Gäste bedienen. Dieser Brauch wurde „Mainzer Königreich“ genannt. Erst der letzte Kurfürst Friedrich Karl Joseph von Erthal machte diesem Rollentausch 1775 ein Ende.
Nach dem Ende der Kurfürstenzeit ging die Volksfastnacht weiter, soll aber nach alten Berichten in eine ziemliche Degeneration geraten sein. Die damalige Oberschicht dagegen feierte eine für die Stadt auffällig große Zahl an Maskenbällen.
Die Tradition der Maskenbälle hatte es schon vorher gegeben. Ausgangspunkt der modernen Fastnacht in Mainz waren das Erstarken des Bürgertums nach dem Untergang des Alten Reiches zum Beginn des 19. Jahrhunderts und die starken Wirtschaftsbeziehungen zu Köln, wo 1823 eine Reform der Fastnacht stattgefunden hatte, die erstmals Sitzungen und einen großen Umzug an Rosenmontag vorsah. Auch das Bürgertum in Mainz suchte nach neuen Formen gesellschaftlicher Zusammenkunft und nahm sich der Kölner Reform an, freilich nicht ohne Gegensätze zu betonen und in Konkurrenz zu treten. Als in Köln Gegenströmungen zur Fastnacht auftraten, sahen die Mainzer Fastnachter der ersten Stunde ihre Chance gekommen und organisierten 1837 einen Umzug (damals unter dem Namen „Krähwinkler Landsturm“), an dem die älteste Korporation der Mainzer Fastnacht, die spätere Mainzer Ranzengarde erstmals auftrat.
Die Initiative geht auf den Kaufmann Nicolaus Krieger zurück, dem es vor allem darum ging, die Fastnacht durch Organisation der Aktivitäten zu kanalisieren und ein geordnetes Fest zu gestalten, umsatz- und tourismusfördernd. Die bis dahin ungeregelte Volksfastnacht mit derbsten Belustigungen, Exzessen und Belästigungen war trotz des behördlichen Reglements für diese Zeit ein Übel, weshalb sich die Obrigkeit von der karnevalistischen Organisation einige Abhilfe versprach und die benötigten Erlaubnisse umgehend erteilte.
Am 19. Januar 1838 gründete sich mit dem Mainzer Carneval-Verein, kurz MCV, der erste Karnevalsverein der Stadt, der bis heute die Aufgaben einer (nicht existierenden) „Dachorganisation“ der Mainzer Fastnacht übernimmt und z. B. den Mainzer Rosenmontagszug organisiert. Getragen wurde er vor allem von der Mittelschicht. Im Februar konstituierte sich der Verein und beantragte am 9. Februar 1838 einen „Fastnachtmontagszug“, der am 26. Februar 1838 erstmals stattfand. An den Grundzügen der Mainzer Fastnacht hat sich dabei seit 1838 nicht viel verändert.

### Der Aufstieg der Fastnacht zum gesellschaftlichen Ereignis
Die Mainzer Fastnacht war in der Anfangszeit durchaus unpolitisch. Daher wurden die Aktivitäten fastnachtlicher Organisation (MCV, Ranzengarde, Fastnachtsmontagszug, Sitzungen) von der großherzoglichen Obrigkeit zwar kritisch beäugt, gleichzeitig aber wohlwollend gefördert. Bezeichnend hierfür ist zum Beispiel, dass die Fastnachtsvereinigungen immer nur für eine Saison gegründet werden durften, und sich an jedem 11. November neugründeten, was auch immer genehmigt wurde. Dies entwickelte sich im 19. Jahrhundert zu einer eigenen Tradition, die aber wegen der damit verbundenen Unannehmlichkeiten (Jährliche Auflösung des Vereinsvermögens, Neugründung nur bei entsprechender Initiative und ohne vereinseigenes Startkapital)
schließlich aufgegeben wurde.
Ein zweites Beispiel für diese Situation ist das Schicksal der „Duttinger“, einer in den 1840er Jahren gegründeten neuen Karnevalsgesellschaft neben dem MCV. Sie wurde polizeilich verboten, „da die Existenz eines zweiten Vereins nicht im Interesse der Mainzer Verhältnisse liege“, und „nur neue Unordnung“ befürchtet wurde.
Die Politisierung der Mainzer Fastnacht begann erst im Vorfeld der Revolution von 1848, als Franz Heinrich Zitz, einer ihrer Protagonisten, 1843 Präsident des MCV wurde und der Demokrat Philipp Wittmann ins Komitee einzog. Die von Kalisch redigierte „Narrhalla“ agitierte ab 1843 in der Karnevalszeit als seinerzeit einzige Publikation unter närrischem Deckmantel für Demokratie und Pressefreiheit. 1848 fiel die Fastnacht aus, am Aschermittwoch verkündete Zitz den begeisterten Mainzern vom Theaterbalkon aus den Sieg der Revolution. Die „Narrhalla“ wurde eingestellt, ihre Aufgabe war erfüllt.
In den Jahren nach der Revolution war der Karneval sehr reduziert, doch ab 1855 wurden wieder große Kampagnen abgehalten, was zu einem sprunghaften Anstieg der Mitgliederzahlen und zur Gründung neuer Korporationen (Kleppergarde, 1856) führte. 1857 fielen wegen der Explosion des Pulverturms und 1866 wegen des preußisch-österreichischen Krieges die Kampagnen aus. Auch die Montagszüge (Rosenmontag erst später) fielen in den Folgejahren aufgrund einiger Umstände (u. a. Brände, die das Inventar des MCV vernichteten) öfter aus. 1884 hielt der MCV die Sitzungen zum ersten Mal in der gerade fertiggestellten Stadthalle ab, wo man für die nächsten 50 Jahre blieb. In den Folgejahren entstanden viele neue Vereine: der Mombacher Carneval Verein (1886), der Gonsenheimer Carneval-Verein (1892) und der Carnevalverein „Eiskalte Brüder“ (1893). An Garden kam die Mainzer Prinzengarde (1884), die Prinzessgarde (1886), die 1933 in Garde der Prinzessin umbenannt wurde, die Mombacher Prinzengarde (1886) und die Jocus-Garde (1889) hinzu.

### Fastnacht zu Beginn des 20. Jahrhunderts
Jede dieser Korporationen veranstaltete Sitzungen und Bälle, was das gesellschaftliche Leben der Stadt in jeder Karnevalssaison prägte. Trotz hoher Preise waren die Veranstaltungen, die die Vereine für „Einheimische“ und Auswärtige, sogenannte „Messfremde“ („Prunkfremdensitzung“) veranstalteten, meist ausverkauft. Zur Fastnacht kamen nun auch Gesangselemente und eine Verstärkung des politischen Aspekts, bei dem nun auch die Weltpolitik aufs Korn genommen wurde. 1898 wurde mit dem Mainzer Carneval Club (MCC) der zweite Mainzer Fastnachtsverein gegründet. 1913 wurde das 75-jährige Jubiläum des MCV mit einem großen Fest begangen, das von außerordentlicher gesellschaftlicher Bedeutung war. Zum Rosenmontagszug kamen 100.000 Menschen. Auch Politiker gaben sich nun häufiger die Ehre und erschienen auf Sitzungen und auf den Zügen. Während des Ersten Weltkriegs und in den Jahren danach lag das närrische Treiben abermals danieder; erst nach dem Abklingen der Inflation 1924 war wieder an Fastnacht zu denken. Erst 1925 fand nach 11 Jahren die erste Generalversammlung des MCV statt. 1926 betraten die „Mainzer Hofsänger“ die Bühne, 1927 fand erstmals wieder ein Fastnachtszug statt. Im Jahr 1929 gab Martin Mundo erstmals sein Heile, heile Gänsje zum besten, welches sich mit Besatzung und Krieg befasste und dementsprechend nach dem Zweiten Weltkrieg von Ernst Neger neu aufgelegt wurde.

### Fastnacht im Nationalsozialismus
Nach der Machtübernahme des NS-Regimes 1933 wurden nach und nach auch die Karnevalsvereine gleichgeschaltet. Unliebsame Kleingruppierungen wurden aufgelöst. Veranstalter von Narrenabenden mussten Programm und Texte von der Kreisleitung der NSDAP genehmigen lassen. Einzig der MCC wehrte sich gegen diese Zensur. Allerdings war der Grund eher unpolitisch, wie der langjährige MCC-Präsident Jakob Wucher (1897–1984) berichtete: Die Zensoren waren beim MCV, und man wollte nicht, dass die Konkurrenz die Büttenreden vor der Aufführung las. Viele Fastnachtsbeiträge wurden im Zeitgeist gehalten; manche enthielten verschlüsselte Kritik. Das Fastnachtsmotto 1935 war „Alles unner ääner Kapp'“.
Insbesondere Seppel Glückert (1891–1955) wählte deutliche Worte; wegen seiner Popularität hatte dies keine negativen Folgen für ihn.
1938 fand zum 100-jährigen Jubiläum des MCV eine glanzvolle Kampagne statt, mit Prinzenpaar, was es in der Mainzer Fastnacht nur zu besonderen Anlässen gibt. Im Zweiten Weltkrieg gab es keine Kampagnen; ab und an wurde närrisches Fronttheater geboten.

### Seit 1945
Mainz war ab 1945 Teil der französischen Besatzungszone. Der französische Stadtkommandant Louis Théodore Kleinmann initiierte im Oktober 1945 einen Neubeginn der Fastnacht. Obwohl sich der MCV ursprünglich zu einer Neubelebung der Mainzer Fastnacht außerstande sah (Karl Moerlé vom MCV erinnert sich: „Der Gedanke daran erschien uns absurd, dass ich mich des Hinweises auf den trostlosen Zustand unserer Stadt, unter deren Trümmern noch Tote lagen, …, nicht enthalten konnte“), wurden auf Kleinmanns Druck hin für die Kampagne 1946 einige Veranstaltungen geplant. Unter dem Schirm des MCV fanden einige sehr erfolgreiche „Mainzer Abende“ statt. Das Motto war: „Lache unter Tränen“. Im Sommer 1946 nahm der MCC seine Arbeit wieder auf, und ab 1947 gründeten sich weitere neue Vereine. Trotz des Erfolges war die Fastnacht in Mainz in den ersten Nachkriegsjahren umstritten. So gab es 1948 eine Initiative der CDU-Stadtratsfraktion, auf Fastnachtsaktivitäten vorerst zu verzichten, „weil dies dem gesunden Sinn der Mehrheit unseres Volkes widerspricht und von dem Ausland nicht verstanden wird“. Oberbürgermeister Emil Kraus hielt eine Gegenrede; der Antrag kam nicht zur Abstimmung. Es gab aber noch keine Umzüge und Maskenbälle – den Kern der Fastnacht bildeten die Sitzungen.
1950 fand der erste Rosenmontagszug nach dem Krieg statt. 1955 übertrug der Südwestfunk erstmals eine Gemeinschaftssitzung von MCV und MCC unter dem Motto: „Mainz wie es singt und lacht“ im Fernsehen. 1965 strahlte das ZDF eine Konkurrenzveranstaltung namens Mainz bleibt Mainz aus, ab 1973 produzierten SWR und ZDF dann eine Sendung im jährlichen Wechsel. Sitzungsort wurde nach Jahren in der zu großen Rheingoldhalle (dem Nachfolgebau der im Krieg zerstörten Stadthalle) wieder das Kurfürstliche Schloss. Die Sendung nannte sich nun „Mainz bleibt Mainz, wie es singt und lacht“ und wurde vom MCV, MCC, dem Gonsenheimer Carneval-Verein (GCV) und dem Karneval-Club Kastel (KCK) gestaltet. Rolf Braun (1929–2006) war fast 44 Jahre Sitzungspräsident. Die Fernsehsitzungen waren es, die Mainz und seine Fastnacht weit über die deutschen Landesgrenzen hinaus berühmt machten. Bis in die Gegenwart haben die Sendungen sehr hohe Einschaltquoten. Versuche, die Sitzungen vom Ablauf her grundlegend zu reformieren, scheitern am Traditionsbewusstsein der Mainzer Fastnachter und auch dem der Zuschauer. In den 1970er Jahren versuchte der Südwestfunk einmal mit Otto Höpfner eine Modernisierung der Sitzung durch Showelemente, gestrafften Ablauf und verkürzte Sendezeit; das Experiment scheiterte aber.
Wiederholt wurden die Fernsehsitzungen als zu unpolitisch kritisiert, was nicht Geist und Tradition der Mainzer Fastnacht entspricht. Auch gab es Gerangel um Plätze, Inhalte und Gruppen, so dass beispielsweise in der Kampagne 2008 die Mainzer Hofsänger von sich aus auf einen Auftritt verzichteten, weil man sich mit den Verantwortlichen des Fernsehens nicht einigen konnte.
In Mainz gibt es heute 23 Fastnachtsvereine und 25 Garden. Diese luden 1996 zu 220 Abenden ein, an denen 140.546 zahlende Gäste erschienen. Zum Rosenmontagszug reisen im Schnitt ca. 500.000 Menschen an. Die Mainzer Fastnacht ist damit ein bedeutender Wirtschaftsfaktor für Mainz.
2021 gab es wegen der COVID-19-Pandemie keinen Fastnachtsumzug.
Am 15. Dezember 2021 sagte der Mainzer Carneval-Verein (MCV) den Rosenmontagszug am 28. Februar 2022 ab.
Am 5. Februar 2023 veranstaltete Mainz 05 gemeinsam mit den Mainzer Fastnachtsvereinen GCV, MCC und der Mainzer Prinzengarde die bis dahin größte Fastnachtssitzung in der Geschichte der Mainzer Fastnacht. Mit über 3.000 Zuschauern stellte die Stadionsitzung in der Mewa Arena einen neuen Rekord auf.

## Inhalt und Wesen
Vor allem das Militär wurde im 19. Jahrhundert in der hessischen Festungsstadt Mainz mit der hier von 1815 bis 1866 gelegenen preußischen und österreichischen Garnison gerne karikiert: die heutigen Uniformen der Garden sind dieser Herkunft nachempfunden, ergänzt durch Anleihen von Landsknecht- und Söldnerkleidung sowie Phantasieuniformen. Eine Garde ahmt Uniformteile eines elsässischen Jägerregimentes nach (Garde der Prinzessin). Auch auf Uniformen der kurmainzischen Armee wird zurückgegriffen. Die Garden mit ihren Militärparodien haben einen großen Anteil an der Straßenfastnacht und ihren Umzügen, unter denen der Mainzer Rosenmontagszug zu den bekanntesten zählt. Die Rekrutenvereidigung gehört ebenfalls zu der Militärparodie in der Mainzer Fastnacht.
Der ‚Schlachtruf‘ der Mainzer Fastnacht, Helau, stammt aus Düsseldorf und wurde erst 1935 in Mainz eingeführt.
Das Mainzer Staatstheater (bis 1989: „Stadttheater“) öffnet seine Bühne in der Fastnachtszeit für Laien, die im Rahmen der Fastnachtsvereine die Fastnachtsposse, meist ein bekanntes Lustspiel, aufführen. 2004 wurde das 1889 entstandene Stück Pension Schöller von Wilhelm Jacoby und Carl Laufs aufgeführt; der damalige Trainer des Mainzer Fußballvereins 1. FSV Mainz 05, Jürgen Klopp, gab hierbei eine Gastrolle.
Die Fans von Mainz 05 haben aus dem Spottlied „Ihr seid nur ein Karnevalsverein“ eine eigene Philosophie gemacht: „Wir sind nur ein Karnevalsverein“. Die Finther Schoppesänger leisteten mit den Liedern: Mainz 05 haut auf die Pauke und Ja wenn die Tore fallen ihren Beitrag dazu.
Die Kunst des politischen Büttenvortrags wird in Mainz traditionell gepflegt („Protokoller“, „Bote aus dem Bundestag“ u. v. m.). Zwar finden sich auch in der Mainzer Fastnacht (analog zu Köln) reine „Kokolores“-Vortragsredner (wie etwa früher Rudi Zörns oder heute Hildegard Bachmann, die kunstvoll Pointen des Alltags zuspitzen), dennoch verbanden und verbinden sich mit den hochkarätigsten Mainzer Büttenreden hauptsächlich Figuren wie „Till“ oder „Bajazz mit der Laterne“, die mit geschliffenem Wort-Florett und oft erkennbar politischer Grundausrichtung ihre rhetorischen Pfeile abschießen.
Wichtigster musikalischer Bestandteil der Mainzer Fastnacht ist der von dem österreichischen Kapellmeister Zulehner stammende „Narrhallamarsch“, erstmals 1840 in der Mainzer „Neuen Anlage“ aufgeführt. Ohne diese in Saal und Gasse überall zu hörende mitreißende Melodie ist die Mainzer Fastnacht nicht denkbar.
Die „Fassenacht“ hat sich immer wieder der Zeit angepasst und dabei auch Fremdes importiert. „Helau“ wurde genannt. In den 1960er Jahren sah man die ersten Guggemusig-Kapellen aus der Schweiz; heute gibt es auch lokale Guggemusik. In den letzten Jahren hat die Samba-Musik aus dem Brasilianischen Karneval ihren Siegeszug angetreten. Die rheinische, in Mainz nicht traditionelle Einrichtung der Weiberfastnacht wird seit 2006 „offiziell“ begangen. Und sogar „Viva Colonia“ – natürlich als „Viva Moguntia“ vereinnahmt – ist auf dem Zug ab und zu zu hören, ohne größeres Missfallen zu erregen.

## Farben und Symbole
Die Farben der Mainzer Fastnacht sind rot, weiß, blau und gelb, ursprünglich in ganz beliebiger Reihenfolge, auch paarig oder einzeln verwendet. Die in den letzten Jahrzehnten übliche Anordnung – wie genannt – führte zu spekulativen Deutungsversuchen (z. B. „umgedrehte“ französische Trikolore usw.), welche aber weder durch irgendeinen Nachweis belegt noch mit den zeitgeschichtlichen Zusammenhängen zu vereinbaren sind.
Aus den Gründungstagen des organisierten Mainzer Karnevals ab 1838 ist in zahlreichen zeitgenössischen Publikationen und Bildern Herkunft sowie Bedeutung der Farben eindeutig nachgewiesen: sie waren dem damals als Symbol der Narrheit geltenden „Hanswurst“ zugeordnet, dienten als Sinnbild und Dekor. Der „Hanswurst“ ist im Laufe der Zeit verschwunden, seine Farben sind geblieben.
Zur Symbolik der überall im Karneval sichtbaren „11“ werden mehrere Interpretationsmöglichkeiten angeboten. Die Verbindung zum Patronatstag (Dom und Stadt) des St. Martin am 11.11. mit den wichtigen und volkshaften Märkten an diesem Tag (Ende des Wirtschaftsjahres, Pachttag, Stellenwechsel) ist nicht schlüssig, die Zahl ist nicht auf Mainz beschränkt. Der gelegentlich anzutreffende Rückgriff auf die Parole der französischen Revolution (Freiheit – Gleichheit – Brüderlichkeit) ist ohne jeden Beleg mit passend gemachter Umstellung auf Egalité – Liberté – Fraternité („Elf!“) eher Büttenscherz als ernst zu nehmender Erklärungsversuch. Die Narren hatten ihren eigenen Schlachtruf, zunächst „Narrheit – Einigkeit“, später zur Revolution hin zusätzlich noch „Öffentlichkeit – Mündlichkeit“, also vier (!) Schlagworte (s. „Narrhalla“ 1845). Die neuere Forschung hat nachgewiesen, dass die „Elf“ seit dem Mittelalter als sündig galt, weil den Dekalog der zehn Gebote übersteigend, somit außerhalb der gottgewollten Ordnung steht. Letzteres betrifft auch den Narren, dessen seinerzeitige Sündhaftigkeit in den heutigen närrischen Tagen noch aufscheint.
In der Mainzer Straßenfastnacht haben die sogenannten „Schwellköpp“ seit dem ersten Drittel des 20. Jahrhunderts ihren Platz. Sie zeigen, satirisch überspitzt, typische Physiognomien von Mainzer Charakteren beiderlei Geschlechtes. Die überdimensional großen Pappmachéköpfe werden von Trägern bei Straßenumzügen zur Auflockerung des Zuges zwischen den einzelnen Zugnummern getragen und präsentiert.

### Bauwerkliches

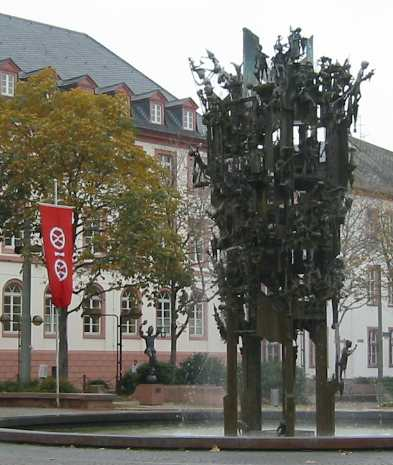
Fastnachtsbrunnen mit vielen närrischen Motiven

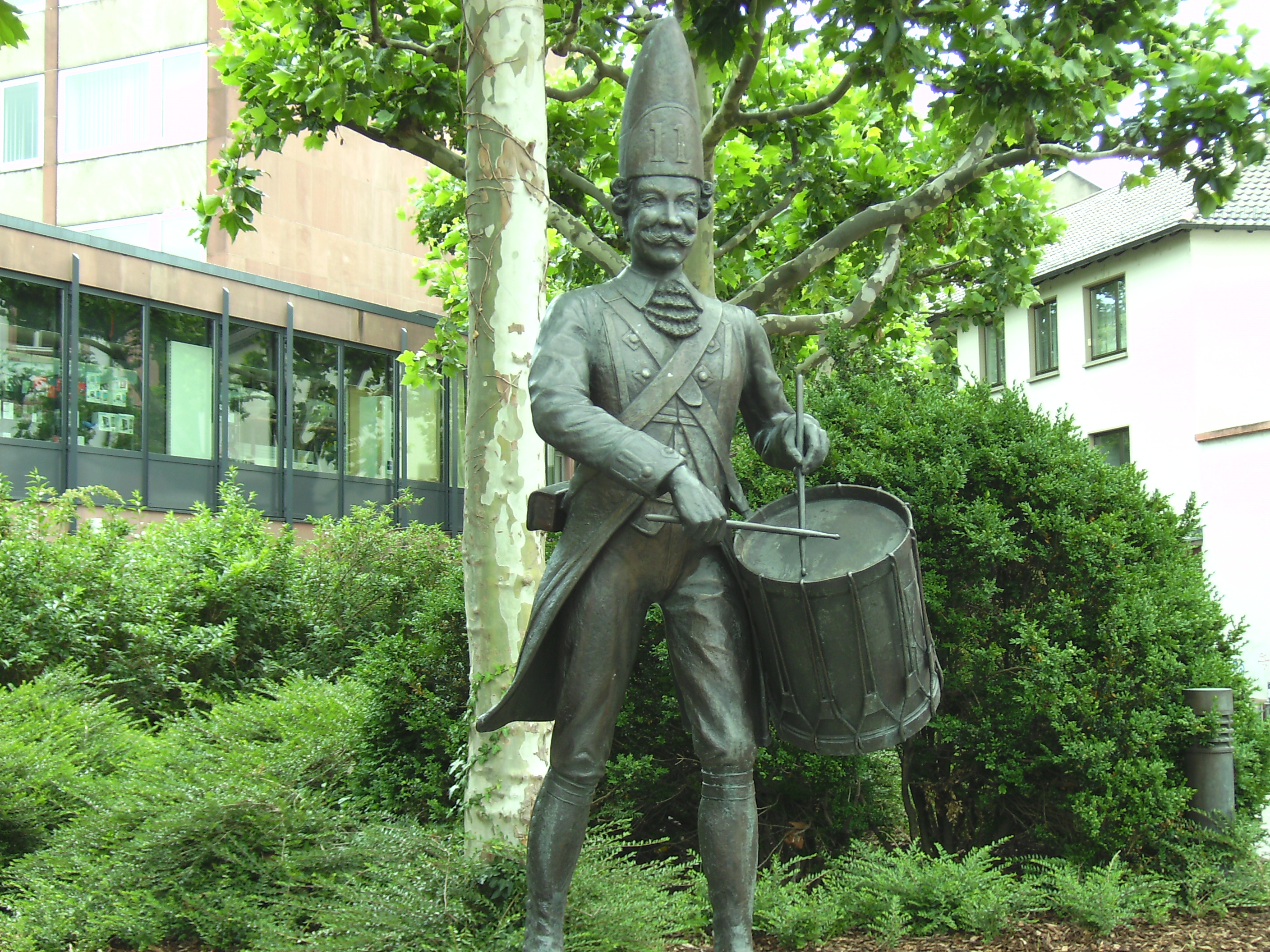
Bronze-Plastik „Gardetrommler“ (Schillerplatz)

Der Fastnachtsbrunnen steht seit 1967 am Schillerplatz (Ecke Ludwigsstraße) und schmückt Mainz mit einem Denkmal, das die närrische Jahreszeit und die Stadtgeschichte mit über 200 anonymen Figuren – bis auf eine – widerspiegelt.
Es handelt sich um einen fast neun Meter hohen, figural gestalteten, durchbrochenen und auf dem Kopf stehenden Turm, bewusst in Sichtachse zum Dom: zwischen diesen Polen spielt sich das Leben der Mainzer ab. Über 200, bis auf eine ausschließlich anonyme Figuren, sind zu deuten, z. B. Vater Rhein, der Mönch, der Mann mit dem Brett vor dem Kopf, Kater (das, was jeder Narr an Aschermittwoch hat), Till Eulenspiegel und die Stadtgöttin „Moguntia“, der Geldbeutelwäscher und manche mehr mit oft überraschender Deutung. Der gern genannte Paragraphenreiter ist keiner, sonst müsste er nicht rückwärts auf einem Esel sitzend mit dessen Schwanz in der Hand reiten. Gerade das ist aber typisch für eine seit dem Mittelalter in zahlreichen Darstellungen überlieferte Schandstrafe für unterschiedliche Delikte, von Narrengerichten gern für Männer verhängt, die sich von ihren Frauen schlagen ließen. Professor Blasius Spreng als Schöpfer des Brunnens wollte mit dem Paragrafenzeichen den Strafcharakter dieses Bildes deutlich machen.
Mainz ist im Übrigen reich an Skulpturen, Gebäuden sowie Straßennamen mit unmittelbarem Bezug zur Fastnacht.

### Personen
Bekannte Personen der Mainzer Fastnacht waren und sind:
- Hildegard Bachmann, Vortragsrednerin
- Johannes Bersch, Vortragsredner, bekannt als „Moguntia“
- Peter Beck, „Begge Peder“
- Horst Becker († 2019), Der singende Brezelmann von Määnz
- Jean Arthur Becker († 2019) („Da wackelt de Dom“)
- Hans-Peter Betz, Sitzungspräsident der Fernsehsitzung bis 2013 und 2003 bis 2017 als „Guddi Gutenberg“ Vortragsredner in den Fernsehsitzungen
- Herbert Bonewitz († 2019), „Gonsbachlerche“, Vortragsredner, z. B. „Prinz Bibi“
- Dieter Brandt († 2017), Rednerfigur des „Till“
- Rolf Braun († 2006), langjähriger Sitzungspräsident der Fernsehfastnachtssitzungen, Kokoloresvorträge
- Ramon Chormann, Vortragsredner, bekannt als „De Pälzer“
- Jürgen Dietz († 2015), Vortragsredner „Der Bote vom Bundestag“
- Otto Dürr († 2011) und Georg Berresheim († 1987), die Putzfrauen „Frau Babbisch“ und „Frau Struwwelich“
- Klaus Eigenbroth († 2017), Mainzer Original und Zugplakettchenverkäufer
- Michael Emrich, Vortragsredner, Gonsenheimer Carneval-Verein
- Hans-Jürgen Finkenauer, Sänger MCC, ehem. Kapitän Mainzer Hofsänger („Wir sind alles Meenzer“)
- Lutz Franck (†) und Wilfried Rudolph („Ui-jui-jui-au-au-au“)
- Ellen Friese, Sängerin („Kinder, wir leben nur einmal“)
- Seppel Glückert († 1955)
- Willi Görsch und Egon Häusler (†), „Tramps von de Palz“
- Adolf Gottron (†)
- Hansi Greb, „Hobbes“
- Adi Guckelsberger, Vortragsredner, bekannt als „Nachtwächter“
- Toni Hämmerle († 1968), Komponist
- Martin Heininger & Christian Schier, Vorträge mit Musik, u. a. „Günter & Gerd Entertainment“, „Fastnachtshypnose“
- Rudi Henkel († 2021), Vortragsredner, Buchautor, Präsident und Ehrenpräsident des Mainzer Carneval-Vereins
- Diether Hummel († 1989), Präsident der Mainzer Prinzengarde, Generalfeldmarschall und Oberstadtmarschall der Stadt Mainz
- Herbert Jakob (†), „Butler James“
- Bernhard Knab, Vortragsredner „Der deutsche Michel“
- Heinz Koch († 2005), „en alte Meenzer“
- Klaus Koop, Musiker: „Geigerfränzje“
- Jochen Kunz († 1995), Vortragsredner, z. B. „Rentner“ oder „Bundestagsabgeordneter“
- Alexander Leber, Vortragsredner
- Joe Ludwig, ehemaliger Chef der Gonsbachlerchen, Vortragsredner
- Oliver Mager, Sänger und Komponist, Schöpfer vieler Meenzer Klassiker wie z. B. „Fassenacht in Meenz“ und „Moguntia“
- Tobias Mann, Kabarettist, Entertainer, Vortragsredner und Sänger („Sibbe Schobbe“)
- Heinz Meller, Parodist, 1. Vorsitzender und langjähriger Sitzungspräsident der Mombacher Bohnebeitel
- Martin Mundo († 1941)
- Ernst Neger († 1989), der singende Dachdeckermeister („Heile, heile Gänsje“, „Humba Täterä“, „Rucki Zucki“)
- Thomas Neger, Enkel von Ernst Neger, der dessen Tradition als singender Dachdeckermeister fortführt
- Andy Ost, Sänger
- Friedel Panitz
- Sabine Pelz, Rednerin der Eiskalten Brüder, „Chefhosstess der Stadt Mainz“
- Gunther Raupach, Vortragsredner
- Lars Reichow, Vortragsredner Gonsenheimer Carneval-Verein
- Werner Renkes, „Antonio - Kantinenwirt des Bundestags“
- Wolfgang Ross (†), Pierrot
- Norbert Roth
- Willi Scheu († 1998), Rednerfigur des „Bajazz mit der Laterne“
- Heinz Schier († 2018), Redner aus Mainz-Mombach (Bohnebeitel)[15]
- Rüdiger Schlesinger, Redner, seit 2001 in der Figur „Advokat des Volkes“, seit 2012 als „Red Akteur“
- Helmut Schlösser, Vortragsredner (Bohnebeitel)
- Ady Schmelz († 2010), langjähriger Aktiver des Mainzer Carneval-Vereins und Zugmarschall des Rosenmontagszuges[16]
- Andreas Schmitt, Sitzungspräsident der Eiskalten Brüder, Redner „Obermessdiener vom Mainzer Dom“ und seit 2014 Sitzungspräsident der Fernsehfastnachtssitzung
- Franz Josef Schneider († 1962), Mainzer Original „Geigerfränzje“
- Florian Sitte, Vortragsredner, bekannt als „Angela Merkel“
- Margit Sponheimer („Am Rosenmontag bin ich geboren“)
- Jürgen Wiesmann, Redner („Ernst Lustig“) und Sitzungspräsident Mainzer Carneval Club
- Rudi Zörns († 2009), Vortragsredner, z. B. „Margret von de Palz“, „Alleweil sein ich do“

### Prinzenpaare
„Bereits im Gründungsjahr des MCV, 1838, regierte ein ‚Prinz Carneval‘. Ein Jahr später gab es schon einen ‚König Carneval‘, der zusammen mit der ‚Jungfrau Moguntia‘, die freilich ein Mann war, das Zepter schwang. Im Jahre 1897 war es der amtierende Mainzer Oberbürgermeister Dr. Heinrich Gassner, der die Prinzessin mimte.
Im 19. Jahrhundert war es üblich, dass die Prinzessin und ihre Hofdamen, wie auch die Damen in der Fastnachtsposse oder im Rosenmontagszug, von jungen Männern dargestellt wurden. Zum ersten Mal in der Geschichte der Mainzer Fastnacht wurde 1938 die Prinzessin zum 100-jährigen MCV-Jubiläum von einer leibhaftigen Frau verkörpert, die als ‚Hildegard I.‘ (Kühne) zusammen mit Prinz ‚Martin I.‘ (Ohaus) Mainz und seine Narren regierte.
Im Gegensatz zu anderen Fastnachtshochburgen gibt es Prinzenpaare in der Mainzer Fastnacht nur, wenn ein besonderer Anlass zu feiern ist, beispielsweise ein Jubiläum. Dann wird ein Prinzenpaar als närrische Regenten an die Spitze der Fastnacht gestellt.“

Diese waren nach dem Neubeginn nach dem Zweiten Weltkrieg:

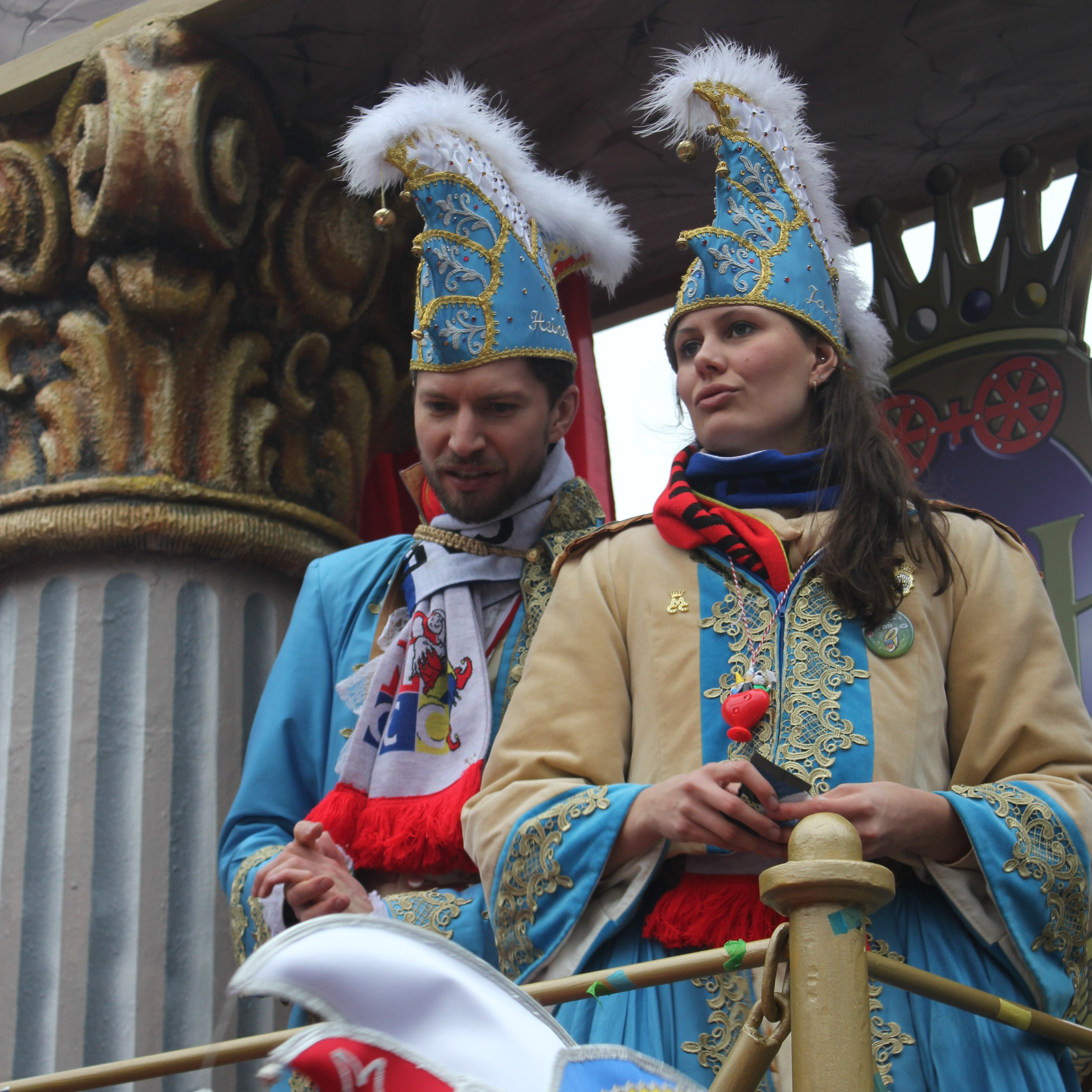
Jacqueline I. und Heinrich II. 2020

1. 1955: Alexander I. (Haselbach), keine Prinzessin - 5×11 Jahre im 20. Jahrhundert
2. 1959: Hans I. (Strieder) und Evmarie I.(Grebner) - 11×11 Jahre MCV
3. 1962: Carlo I. (von Opel) und Lilein I. (Berg) - 2000 Jahre Mainz
4. 1963: Karl I.(Neger) und Heidrun I. (Eckes) - 125 Jahre MCV
5. 1966: Karl-Heinz I. (Schmidt) und Andrea I. (v. Rautenkranz) - 6×11 Jahre im 20. Jahrhundert
6. 1969: Klaus I. (Buchholz) und Gisa I. (Buchholz) - Eröffnung Rheingoldhalle
7. 1974: Rolf I. (Kiefer) und Marion I. (Schöntag) - Einweihung Rathaus
8. 1988: Clemens I. (Thelen) und Dorothee I. (Laufer) - 150 Jahre MCV
9. 1995: Stefan I. (Thurn) und Inez I. (Krämmer) - 111 Jahre Mainzer Prinzengarde
10. 2000: Matthias I. (Diehl) und Christine I. (Bangert)  - Jahr 2000 und Gutenbergjubiläum
11. 2012: Johannes I. (Both) und Anna I. (Kusche)  - 175-jähriges Bestehen der ältesten Mainzer Garde: Mainzer Ranzengarde[18]
12. 2013: Richard I. (Wagner) und Aline I. (Leber) - 175-jähriges Bestehen des Mainzer Carneval-Verein[19]
13. 2014: Udo I. und Anja I. (Prinzenpaar der Jocus Garde Mainz-Kastel aus Anlass des 125-jährigen Bestehens der Garde)[20]   - (nicht vom Mainzer Carneval-Verein inthronisiert)
14. 2020: Heinrich II. (Diefenbach) und Jacqueline I. (Seuthe) - 11x11-jähriges Bestehen des Mainzer Carneval Club (MCC)[21]

### Gruppen
Bekannte Gruppen der Mainzer Fastnacht:
- Aca&Pella A Cappella-Band – „Denn wo könnt’s schöner sein …“
- Die Altrheinstromer
- Die Tugendbolde
- Die Bänkelsänger (Lied „Ui-jui-jui-au-au-au“)
- Die Eisbären[22]
- Die Fleischworschtathlete
- Die Maledos
- Die Schnorreswackler
- Die singenden Kellermeister
- Dobbelbock, Gebrüder Bockius
- Handkäs un sei Mussig
- Spaßmacher Company
- Finther Schoppesänger
- Mainzer Hofsänger („So ein Tag, so wunderschön wie heute“)
- Rot Rock Rapper (...der Mainzer Prinzengarde)[23]
- Se Bummtschacks Rock-Comedy
- Mainzer Klinik-Athleten geturnte Fassenacht
- Onkel Hermann und die Batschkapp

Bekannte aufgelöste Gruppen der Mainzer Fastnacht:
- Die Gonsbachlerchen
- Die drei Startenöre („3-Tenöre-Parodie der Spitzenklasse“)
- Die Kreiselspatzen

### Mainzer Vereine und Korporationen
Es gibt 83 Mainzer Fastnachtsvereine (Stand: 2020). Die höchste Anzahl an Gründungen gab es 1974 mit fünf Gründungen gefolgt von 1947 mit vier und den Jahren 1877, 1886, 1960 und 1981 mit jeweils drei Gründungen. Je zwei Gründungen gab es 1952, 1953, 1958, 1972 und 1976.

### Motto
Jedes Jahr wird von den Bürgern ein Motto zur Fastnacht vorgeschlagen. Eine 29-köpfige Jury, bestehend aus Vertretern der Fastnacht, Politik, Wirtschaft und Medien, sichtet die nach Beendigung der jeweiligen Kampagne eingehenden Vorschläge und wählt aus diesen dann im Juni des Jahres ein Motto für die Kampagne des nächsten Jahres aus. Das Motto zum Beispiel für die Kampagne 2014 lautete: „Fußball oder Fassenacht – Humba ist für Meenz gemacht.“
Eine ausführliche Auflistung (fast) aller Kampagnenmotti befindet sich in der Liste der Mainzer Fastnachtskampagnen.

### Zugplakette
Zu jeder Kampagne gibt es in jedem Jahr auch das sogenannte Zugplakettche, welches verkaufsfördernd mit dem Satz „Kaaaft Zuchplakettcher“ angepriesen wird. Die Verkaufserlöse fließen der Finanzierung des Rosenmontagszuges zu. Von 2006 bis 2013 wurden blinkende Zugplakettchen verkauft, was mit einer Preiserhöhung verbunden war. 2014 wurden wieder Zugplakettchen ohne Blinkfunktion verkauft. Die Zugplakettche sind heute kleine Plastikfiguren, während früher tatsächlich Plaketten (noch früher „Stern“) üblich waren.
(Eine Auflistung fast aller Zugplakettscher befindet sich in der Liste der Mainzer Fastnachtskampagnen).

### Finanzierung
Die Ausrichtung des Rosenmontagszuges kostet den Mainzer Carneval-Verein als Ausrichter 700.000 Euro:
- 167.000 Euro für den Auf- und Abbau der Motivwagen und deren Versicherung
- 140.000 Euro für Angestellte des MCV
- 200.000 Euro für Sicherheitsmaßnahmen
- 116.000 Euro für die Fastnachtspartys „Rosenmondnacht“ und „Tanz auf der Lu“

Einnahmen kommen aus Spenden, von Sponsoren, Merchandising-Artikeln und der Saalfastnacht. Die Zugplaketten spielen circa 100.000 Euro ein.

## Fastnachtsumzüge

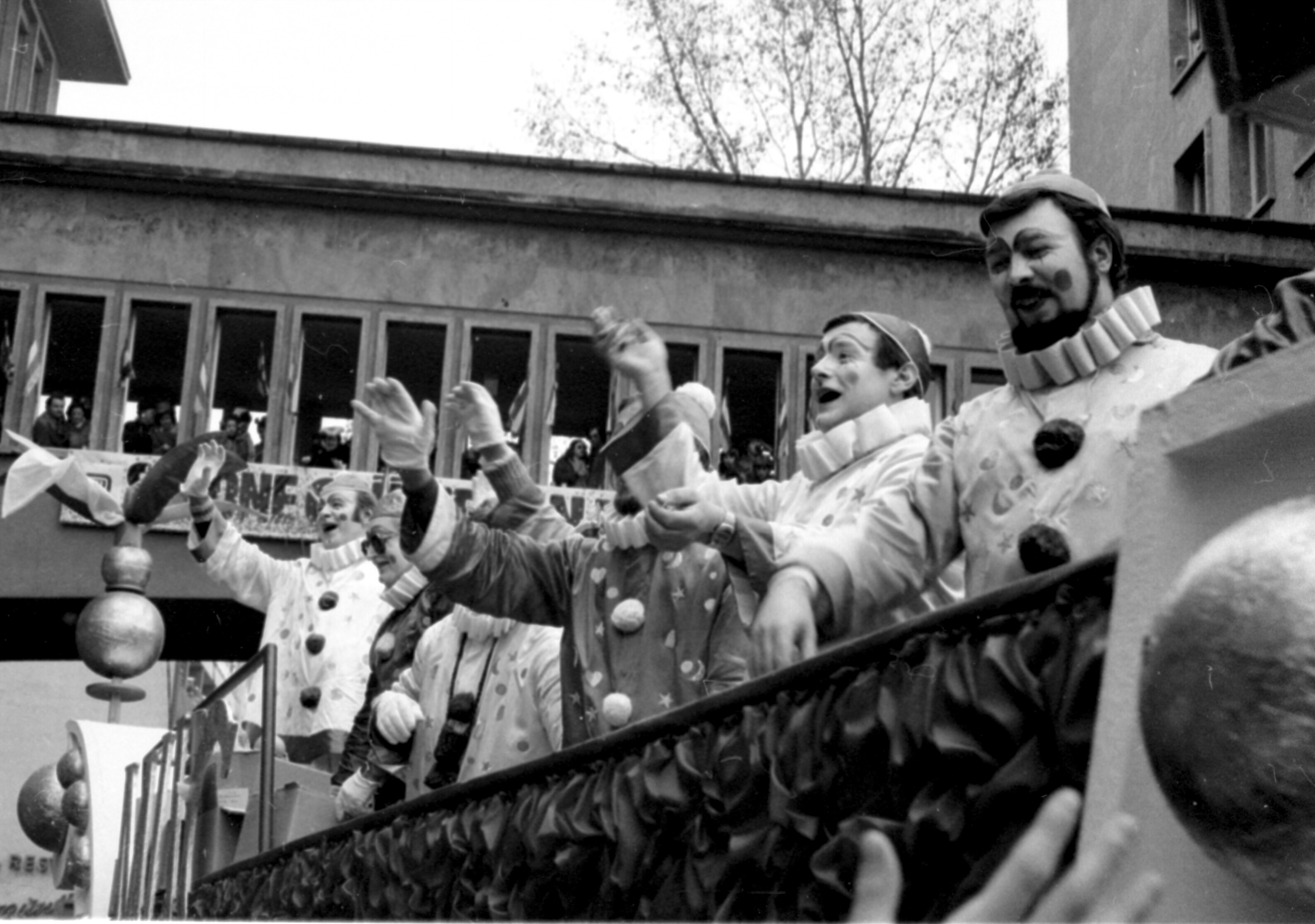
Mainzer Rosenmontagsumzug 1981

Neben dem überregional bekannten Mainzer Rosenmontagszug gibt es in der Innenstadt und den Stadtteilen weitere Umzüge, diese sind:
- 1. Januar:
  - Neujahrsumzug
- Freitag:
  - Umzug in Mainz-Hechtsheim
- Samstag:
  - Mainzer Jugendmaskenzug in der Mainzer Innenstadt
  - Umzug in Mainz-Gonsenheim
  - AKK-Umzug in den Wiesbadener Stadtteilen Mainz-Kostheim, Mainz-Kastel
- Sonntag:
  - Gardeumzug in der Mainzer Innenstadt
  - „Finther Zug der Lebensfreude“ in Mainz-Finthen
  - Umzug in Mainz-Bretzenheim
- Rosenmontag:
  - Mainzer Rosenmontagszug
- Fastnachtsdienstag:
  - Kappenfahrt in der Innenstadt
  - „Schissmelle-Dienstagszug“ in Mainz-Mombach
  - „Draaser Umzug“ in Mainz-Drais

## Die Mainzer Fastnacht in der Literatur
1959 veröffentlichte der aus Nackenheim stammende Dichter Carl Zuckmayer seine Novelle Die Fastnachtsbeichte, die vor dem Hintergrund der Mainzer Fastnacht 1913 spielt. Sie wurde 1960 von William Dieterle verfilmt. Die Geschichte um Schicksal, Schuld, Liebe und Sühne, wesentlich lokaltypisch geprägt, beginnt und endet in einem Beichtstuhl des Mainzer Doms. Ausgangspunkt ist der Fastnachtssamstag, als ein junger Dragoner im Dom unmittelbar vor seiner Beichte an der ihm zugefügten Dolchverletzung stirbt; Schlusspunkt ist eine Fastnachtsbeichte am Aschermittwoch. Mit dieser Beichte können die gläubigen Katholiken für ihre bereuten Sünden während der fastnachtlichen Ausschweifungen Absolution erlangen.
Im Oktober 2007 erschien der Roman „Fastnacht in Meenz“. Darin erzählt der Mainzer Journalist und Autor Ralph Keim die Lebensgeschichte eines fiktiven Vortragsredners. Aus dessen Sicht erlebt der Leser mehr als ein halbes Jahrhundert Mainzer Fastnachtshistorie, beginnend im Jahr 1948. Eingebunden in die erfundene Handlung sind reale Fastnachtsgrößen wie Herbert Bonewitz oder auch Rolf Braun.